# Evangelische Kirche Schallbach

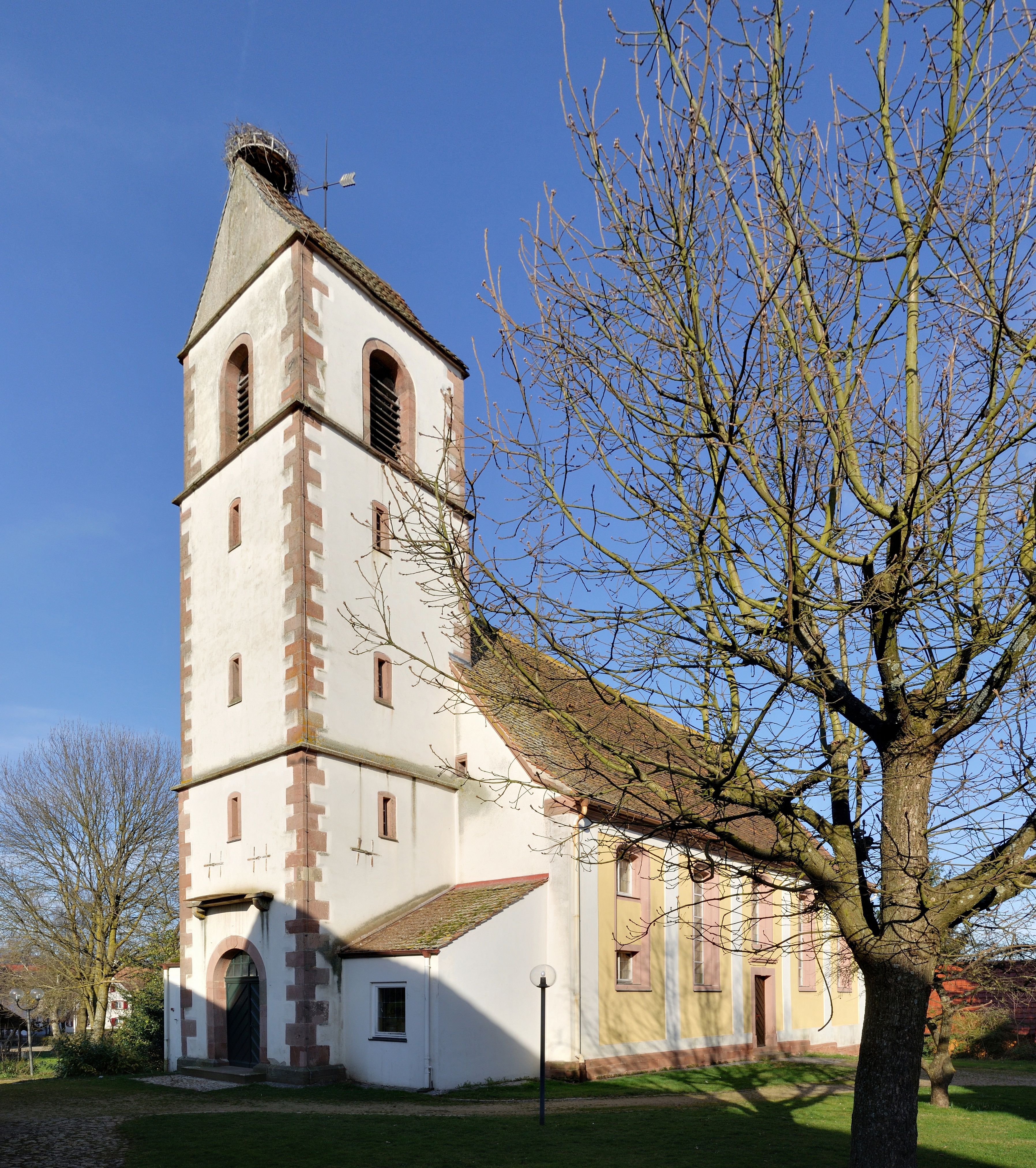
Evangelische Kirche Schallbach

Die Evangelische Kirche Schallbach besteht aus einem spätmittelalterlichen Glockenturm und einem Langhaus aus dem 18. Jahrhundert. Das Gotteshaus im südbadischen Schallbach mit Ursprüngen, die ins 13. Jahrhundert reichen, war ursprünglich den Heiligen Petrus und Paulus und dem heiligen Konrad geweiht. Das Orgelgehäuse aus dem Jahr 1753 steht unter Denkmalschutz.

## Geschichte
Der älteste schriftliche Beleg eines Gotteshauses in Schallbach geht auf das Jahr 1275 zurück; die Kapelle war damals Filiale von Mappach (plebanus in Madebach debet […] item de capella in Schallbach […]). Weitere Erwähnung fand sie in den Jahren 1385 und 1493. In den Jahren 1360 bis 1370 gehörte die Filiale Schallbach zu Binzen.
Der Glockenturm mit für viele Markgräfler Kirchen typischen Eckquaderung stammt aus spätmittelalterlicher Zeit und dürfte um 1420 unter Markgraf Rudolf III. erbaut worden sein. Er stiftete auch den Taufstein, der sein Wappen enthält.
Das barocke Langhaus wurde 1743 unter Markgraf Karl August errichtet. Die Jahreszahl sowie die Initialen MK über dem Portal am Turm weisen darauf hin. Ein Jahr später wurde das Chorgestühl vollendet und 1753 widmete der Künstler Hans Dentzer ein selbstgeschnitztes Kruzifix der Kirche.
Seit 1940 gehört Schallbach dem Kirchspiel Wittlingen-Schallbach an. Im Jahr 1975 wurde eine umfangreiche Innenraumrenovierung durchgeführt, die Chororgel auf die Westempore versetzt und  Altar und Ambo ersetzt. Eine Sakristei wurde an der Südseite und ein Heizraum an der Nordseite angebaut.

## Beschreibung

### Kirchenbau

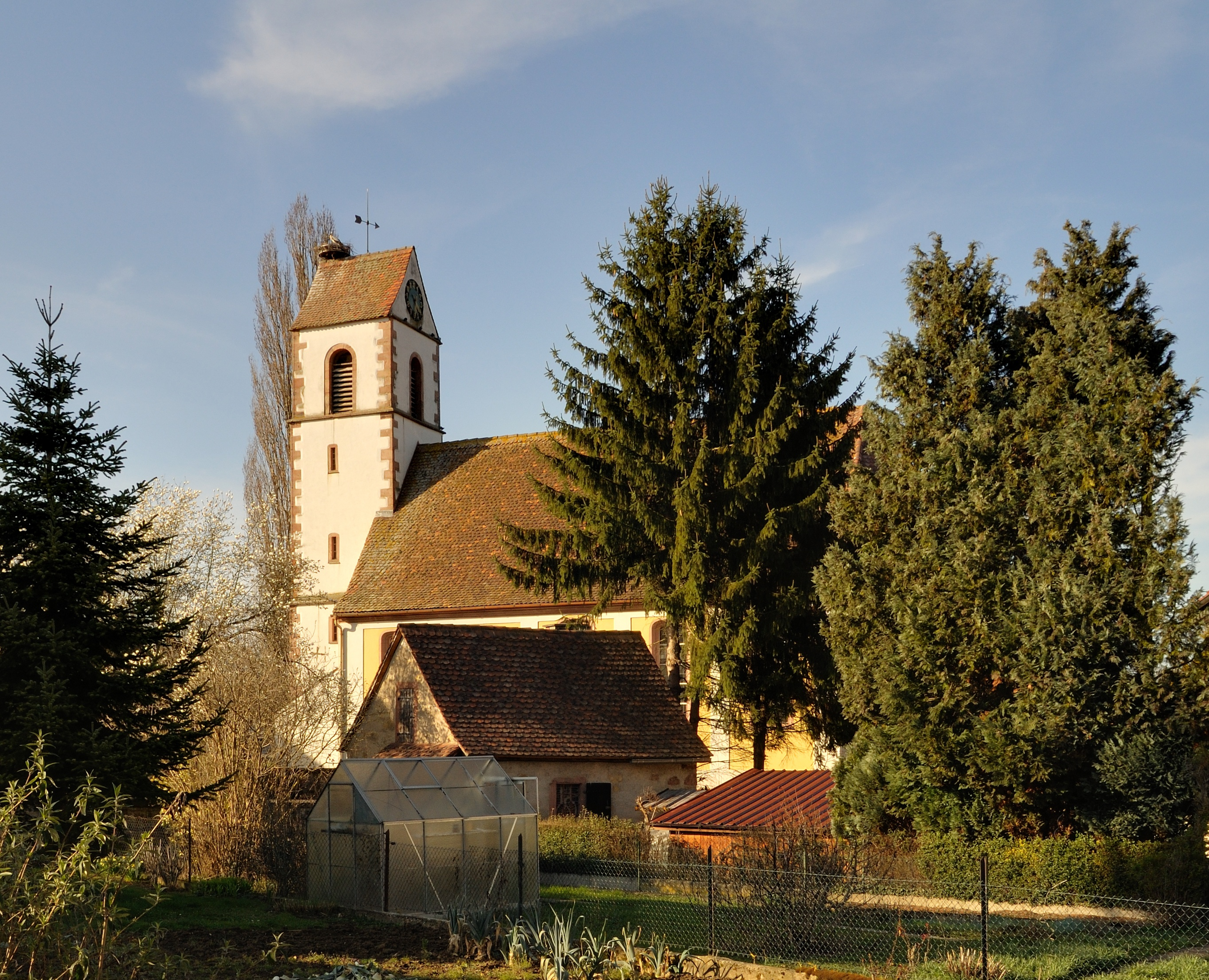
Blick von Südosten

Die Schallbacher Kirche besteht aus dem ursprünglichen Glockenturm aus dem 15. Jahrhundert und dem angebauten barocken Langhaus. An den Längsseiten des Langhauses befinden sich fünf hohe, an der oberen Kante leicht abgerundete Fenster. Das hohe, spitzwinklige Satteldach verdoppelt die Höhe des Langhausbaukörpers. Der  Chor besteht aus drei Seiten eines Achtecks, sein Dach ist abgewalmt.
Der spätmittelalterliche Glockenturm mit Eckquaderung erhebt sich in vier Geschossen und wird von einem zum Langhaus parallelen Satteldach abgeschlossen. In den unteren Geschossen hat der Turm nur kleine Luken, im oberen Geschoss befindet sich an jeder Seite eine rundbogige Schallarkade. An den Giebelseiten ist je ein Zifferblatt der Turmuhr angebracht.

### Inneres und Ausstattung
Das Langhaus ist innen mit einer flachen Holzdecke überspannt. An der Nord- und Westseite tragen Holzsäulen Emporen, die aus der Erbauungszeit stammen. An der Südwand befindet sich die Kanzel mit einem reich verzierten Schalldeckel.
An der Langhaussüdwand befindet sich innen ein Epitaph von Carl Wilhelm Strupfer († 27. Mai 1762).

### Glocken und Orgeln
- Nachdem die Vorgängerglocken bis auf die a′-Glocke im Zweiten Weltkrieg abgegeben werden mussten, goss der Bochumer Verein drei Glocken aus Gussstahl mit den Schlagtönen c′′ (Christus-Glocke), e′′ (Johannes-Glocke) und fis′′ (Paulus-Glocke). Sie wurden 1983 durch drei Bronzeglocken ersetzt, so dass sich das vierstimmige Geläut gegenwärtig wie folgt zusammensetzt:

| Glocke | Schlagton | Gussjahr | Gießer                          |
| ------ | --------- | -------- | ------------------------------- |
| 1      | fis′      | 1983     | Glockengießerei Metz, Karlsruhe |
| 2      | a′        | 1889     | Carl Rosenlächer, Konstanz      |
| 3      | h′        | 1983     | Glockengießerei Metz, Karlsruhe |
| 4      | d″        | 1983     | Glockengießerei Metz, Karlsruhe |
- Die erste Orgel stammte aus dem Jahr 1753 und wurde 1891 von Eberhard Friedrich Walcker durch ein neues Werk ersetzt, das unter Denkmalschutz steht. Bei der Verlegung auf die Empore 1975 wurde sie von Peter Vier renoviert.[6] Das Instrument arbeitet mit mechanischer Traktur, verfügt über Kegelladen, hat ein Manual, ein Pedal und zehn Register.[7]